# Vlag van Koeban

Vlag van de Volksrepubliek Koeban

Met de term vlag van Koeban wordt doorgaans de vlag van de Volksrepubliek Koeban bedoeld. Deze staat van Koeban-Kozakken bestond in de periode 1918-1920 rondom Krasnodar en gebruikte een blauw-paars-groene driekleur. Deze vlag werd op 10 februari 1919 aangenomen.
De kleuren symboliseren de eenheid van de drie sociaal-etnische groepen in het gebied rondom de Koeban. De paarse baan, die tweemaal zo hoog is als elk van de twee andere banen, staat daarbij voor de Kozakken, terwijl het groen voor de Circassiërs (Adygeërs) staat en het blauw voor de overige bevolkingsgroepen.
De vlag van de kraj Krasnodar heeft identieke kleuren, maar toont het regionale wapen in het midden.
Rijksstad Aken · Anhalt · Baden · Bataafse Republiek · Koninkrijk der Beide Siciliën · Koninkrijk Beieren · Groothertogdom Berg · Hertogdom Bourgondië · Brunswijk · Cornwall · Koninkrijk Dalmatië · Vrije Stad Danzig · Duitse Democratische Republiek · Duitse Rijk · Deutschösterreich · Engelse Gemenebest · Koninkrijk Etrurië · Vrijstaat Fiume · Republiek Gumuljina · Koninkrijk Hannover · Hanze · Heilige Roomse Rijk · Herceg-Bosna · Hessen-Darmstadt · Hessen-Kassel · Hessen-Homburg · Volksstaat Hessen · Idel-Oeral Staat · Joegoslavië · Kerkelijke Staat · Koeban · Koerland · Republiek Krakau · Lucca · Prinsbisdom Luik · Luikse Republiek · Mecklenburg-Schwerin · Mecklenburg-Strelitz · Memelland · Midden-Litouwen · Nazi-Duitsland · Neutraal Moresnet · Occitanië · Oldenburg · Oost-Roemelië · Oostenrijk-Hongarije · Ottomaanse Rijk · Parthenopeïsche Republiek · Pommeren · Pruisen · Republiek Ragusa · Reuss jongere linie · Reuss oudere linie · Volksstaat Reuss · Rijnprovincie · Protectoraat Saarland · Saksen · Saksen-Altenburg · Saksen-Coburg en Gotha · Saksen-Hildburghausen · Saksen-Meiningen · Savoie · Servië en Montenegro · Sovjet-Unie · Transkaukasische Socialistische Federatieve Sovjetrepubliek · Tsjecho-Slowakije · Unie van Kalmar · Republiek Venetië · Waldeck-Pyrmont · Westfalen · Weimarrepubliek · Württemberg ·  Republiek der Zeven Verenigde Nederlanden (1572-1795) · Republiek der Zeven Verenigde Nederlanden (1650-1795)